# Happy Together
"Happy Together" é uma canção lançada em março de 1967 no álbum homônimo da banda estadunidense The Turtles. Lançado na primavera de 1967, a canção bateu a música "Penny Lane" dos Beatles, tirando-a para fora do primeiro lugar por três semanas na Billboard Hot 100. É a primeira e única primeira colocação para uma música da banda. "Happy Together" alcançou # 12 no UK Singles Chart, em Abril de 1967. A canção foi escrita por Gary Gordon Bonner e Alan, ex-integrantes de uma banda conhecida como The Magicians. A música "Happy Together" também participou de trilha sonora de vários filmes, como "Imagine Me&You", o titúlo do filme é o primeiro "verso" da música.
Essa música já apareceu no episódio "Como Não Éramos" da 15ª temporada de Os Simpsons, e no filme da série homônima.
Em 2014, ela foi cantada em Teenage Mutant Ninja Turtles, por Michelangelo em uma serenata para April O´ Neil no final do filme.
Em 2015, ela foi tocada em Minions, no inicio do filme.
Em 2019, ela foi tocada em Angry Birds 2, no final do filme.